# Alan Omar Rodríguez Ortiz
Alan Omar Rodríguez Ortiz (Chapala, 20 marzo 1996) è un calciatore messicano, centrocampista del Cancún.

## Carriera
Cresciuto nel settore giovanile del Toluca, dopo due periodi in prestito a Loros e Tlaxcala debutta in prima squadra il 4 ottobre 2020, in occasione dell'incontro di Liga MX vinto per 2-0 contro il Cruz Azul.

## Statistiche

### Presenze e reti nei club
Statistiche aggiornate all'11 dicembre 2022.
| Stagione        | Squadra         | Campionato      | Campionato | Campionato | Coppe nazionali | Coppe nazionali | Coppe nazionali | Coppe continentali | Coppe continentali | Coppe continentali | Altre coppe | Altre coppe | Altre coppe | Totale | Totale |
| Stagione        | Squadra         | Comp            | Pres       | Reti       | Comp            | Pres            | Reti            | Comp               | Pres               | Reti               | Comp        | Pres        | Reti        | Pres   | Reti   |
| --------------- | --------------- | --------------- | ---------- | ---------- | --------------- | --------------- | --------------- | ------------------ | ------------------ | ------------------ | ----------- | ----------- | ----------- | ------ | ------ |
| lug.-dic. 2019  | Loros           | AM              | 8          | 1          | CM              | -               | -               |                    | -                  | -                  |             | -           | -           | 8      | 1      |
| 2020-2021       | Toluca          | LM              | 2          | 0          |                 | -               | -               |                    | -                  | -                  |             | -           | -           | 2      | 0      |
| 2021-2022       | Toluca          | LM              | 14         | 0          |                 | -               | -               |                    | -                  | -                  |             | -           | -           | 14     | 0      |
| 2022-2023       | Toluca          | LM              | 16         | 0          |                 | -               | -               |                    | -                  | -                  |             | -           | -           | 16     | 0      |
| Totale Toluca   | Totale Toluca   | Totale Toluca   | 32         | 0          |                 | -               | -               |                    | -                  | -                  |             | -           | -           | 32     | 1      |
| Totale carriera | Totale carriera | Totale carriera | 40         | 1          |                 | -               | -               |                    | -                  | -                  |             | -           | -           | 40     | 1      |